# Sud-Est (Vietnam)
Pour les articles homonymes, voir Région du Sud-Est et Sud-Est.

Localisation du Dông Nam Bô au Vietnam.

Le Sud-Est (Dông Nam Bô en vietnamien) est une région du Vietnam comptant huit provinces et une municipalité. C'est la région la plus développée du pays. Sa superficie totale est de 23 598,0 km2 pour une population de 15 192 300 habitants.

## Provinces
| No. | Provinces/Municipalités                 | Superficie (km²) | Population (2004) | Population (2012) | Densité (h/km²) |
| --- | --------------------------------------- | ---------------- | ----------------- | ----------------- | --------------- |
| 1   | Hô Chi Minh-Ville (Prey Nokor)          | 2 095            | 6 239 938         | 7 681 700         | 2 978,00        |
| 2   | Province de Bà Rịa-Vũng Tàu (Barea)     | 1 982,2          | 897 600           | 1 039 200         | 452,80          |
| 3   | Province de Bình Dương (Prey Nokor)     | 2 695,5          | 883 200           | 1 748 000         | 327,70          |
| 4   | Province de Bình Phước (Toul Ta Mok)    | 6 857,3          | 783 600           | 912 700           | 114,30          |
| 5   | Province de Bình Thuận                  | 7 992            | 1 140 429         | 1 193 500         | 142,70          |
| 6   | Province de Đồng Nai (Changva Trapeang) | 5 894,8          | 2 174 600         | 2 720 800         | 368,90          |
| 7   | Province de Lâm Đồng                    | 9 764,8          | 1 138 700         | 1 234 600         | 116,61          |
| 8   | Province de Ninh Thuận                  | 3 360,1          | 911 600           | 576 700           | 271,30          |
| 9   | Province de Tây Ninh (Raonk Damrey)     | 4 029,6          | 1 029 800         | 1 089 900         | 255,56          |

## Galerie de photos

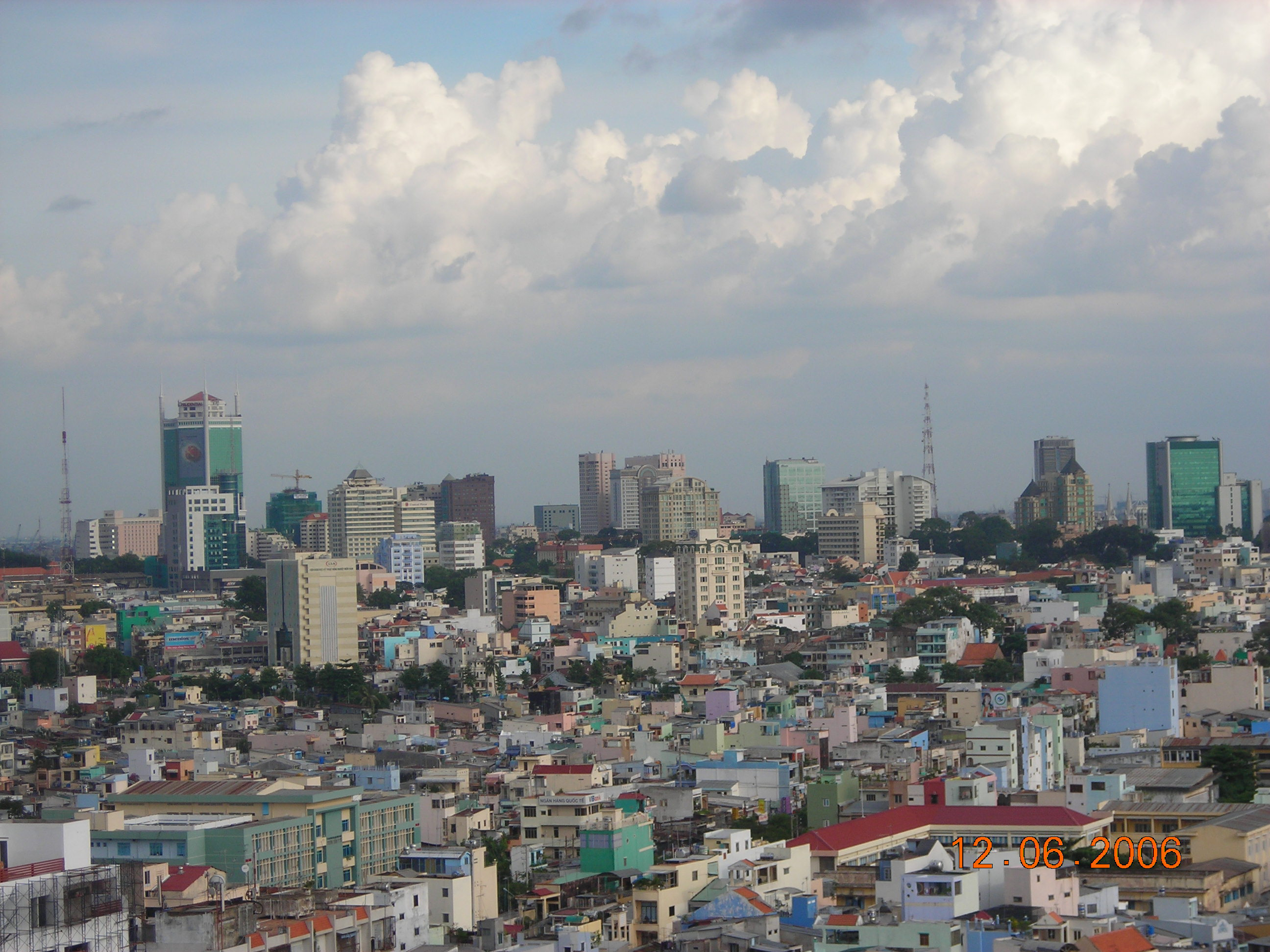
Hô Chi Minh-Ville
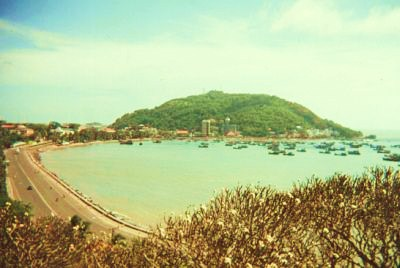
Ville de Vũng Tàu
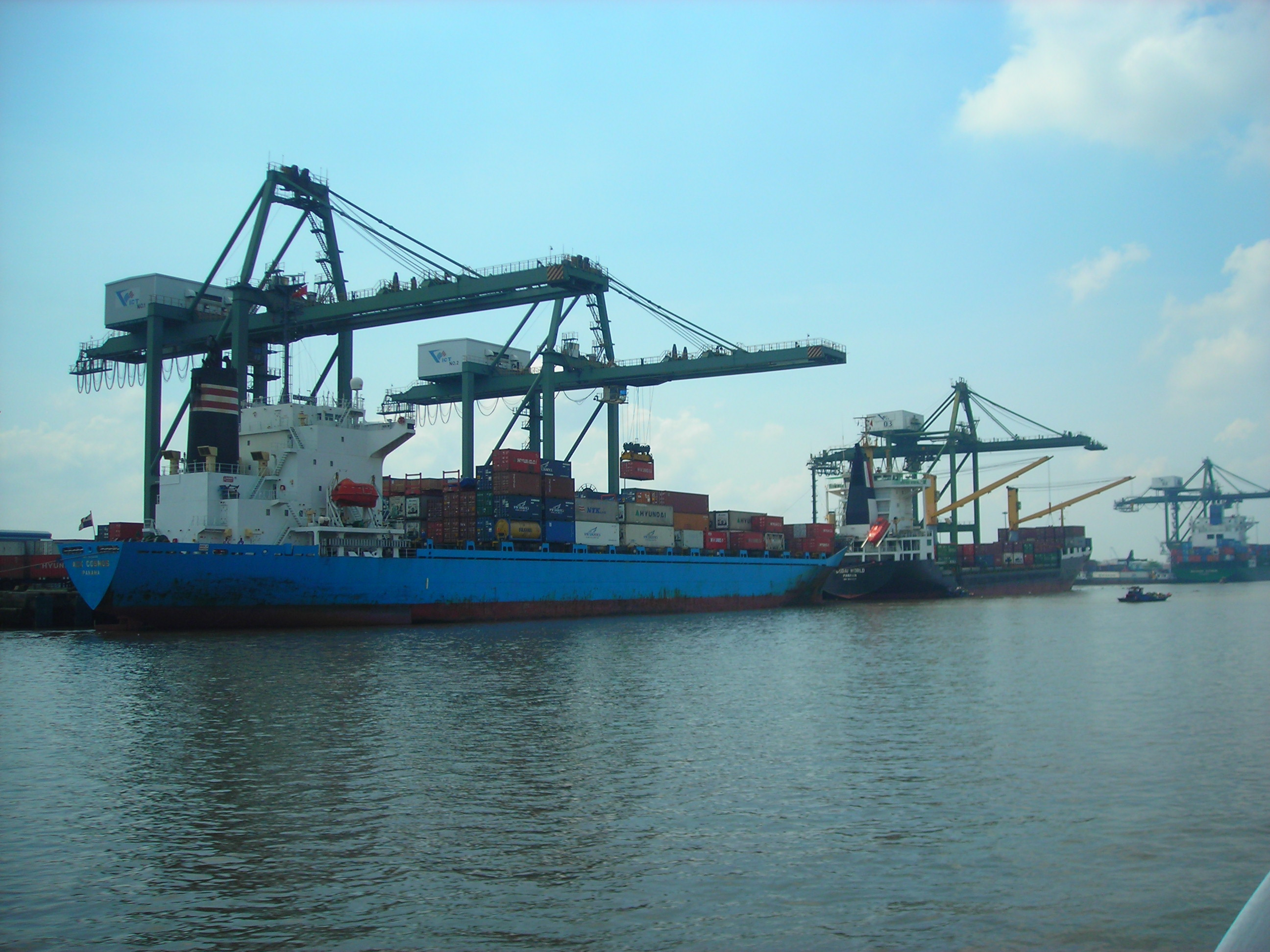
Port de Saïgon